# يانغ جونغ
يانغ جونغ (بالصينية: 杨勇) هو سياسي صيني، ولد في 28 أكتوبر 1913 في الصين، وتوفي في 6 يناير 1983 في نفس البلد. حزبياً، نشط في الحزب الشيوعي الصيني.